# Addison Timlin
Addison Jayne Timlin (* 29. Juni 1991 in Philadelphia) ist eine US-amerikanische Schauspielerin.

## Leben
Im Alter von acht Jahren überredete Addison Timlin ihre Eltern, sie zu einem Casting für das Musical Annie nach New York zu bringen. Sie erhielt die Rolle und war in den Folgejahren in verschiedenen Produktionen von Annie tätig. Anschließend erhielt sie eine Rolle in dem Broadway-Musical Gypsy. Um ihre Karriere zu fördern, zog ihre gesamte Familie mit ihr nach New York.
Im Alter von 14 erhielt sie ihre erste Filmrolle. Sie spielte in Entgleist die an Diabetes mellitus erkrankte Tochter von Clive Owen und Melissa George. 2006 spielte sie in der Fernsehserie 3 lbs., die aber bereits nach fünf ausgestrahlten Episoden eingestellt wurde. Zwei Jahre später erhielt sie eine Rolle in der Fernsehserie Cashmere Mafia. Der Sender ABC verlängerte die Serie aber nicht um eine zweite Staffel.
Ihren endgültigen Durchbruch feierte sie 2011 in der Rolle der jungen Schauspielerin Sasha Bingham in der vierten Staffel der Fernsehserie Californication. 2016 übernahm sie in der Romanverfilmung Engelsnacht von Lauren Kate die weibliche Hauptrolle der Lucinda „Luce“ Price. 2016 spielte sie in der Hauptrolle in Girl in the Box das Entführungsopfer Colleen Stan, die von 1977 bis 1984 von ihrem Entführer als Sex-Sklavin gefangen gehalten wurde.
Im Oktober 2019 heiratete Timlin den Schauspieler Jeremy Allen White. Sie haben zwei Töchter (* 2018 und 2020). Das Paar ließ sich im Frühjahr 2023 scheiden.

## Filmografie (Auswahl)
- 2005: Entgleist (Derailed)
- 2006: 3 lbs. (Fernsehserie, 3 Episoden)
- 2008: Cashmere Mafia (Fernsehserie, 5 Episoden)
- 2008: Afterschool
- 2009: Law & Order (Fernsehserie, Episode 20x01)
- 2011: Californication (Fernsehserie, 6 Episoden)
- 2011: Law & Order: LA (Fernsehserie, Episode 1x21)
- 2012: Best Man Down
- 2012: Stand Up Guys
- 2013: Zero Hour (Fernsehserie, 13 Episoden)
- 2013: Odd Thomas
- 2013: Boom! – Sex mit der Ex (The Bounceback)
- 2014: Für immer Single? (That Awkward Moment)
- 2014: Warte, bis es dunkel wird (The Town That Dreaded Sundown)
- 2016: Little Sister
- 2016: Girl in the Box
- 2016: Fallen – Engelsnacht (Fallen)
- 2017: Like Me
- 2017: Chasing You (Kurzfilm)
- 2017: Submission
- 2017–2018: StartUp (Fernsehserie, 16 Episoden)
- 2019: Depraved
- 2019: When I’m a Moth
- 2019: Perfect Human (Life Like)
- 2019: Feast of the Seven Fishes
- 2019: All Roads to Pearla (Sleeping in Plastic)
- 2022: American Horror Stories (Fernsehserie, Episode 2x04)
- 2023: Blackout
- 2024: Loser Baby (Kurzfilm)
- 2024: Cellar Door